# Rangau-Querweg
Der Rangau-Querweg (FAV 017) ist ein Fernwanderweg von Dachsbach nach Gunzenhausen in Mittelfranken. Er ist 83 km lang und führt vom Aisch-Grund quer durch das Rangau bis ins Fränkische Seenland. 
Markiert wird der Verlauf mit dem Wegzeichen „rotes Kreuz auf weißem Grund“.
Der Wanderweg startet in Dachsbach im Aisch-Grund und führt in südliche Richtung durch den Wald nach Tanzenhaid und weiter nach Emskirchen. Ab hier verläuft der Weg entlang des Naturpark Frankenhöhe zur Burgruine Schauerberg und Wilhermsdorf an der Zenn. Nach Kirchfarrnbach geht es im Naturpark nach Dietenhofen an der Bibert und weiter nach Bruckberg. Über Adelmannssitz geht es zur Fränkischen Rezat bei Lichtenau und weiter nach Wolframs-Eschenbach. Durch den Mönchswald führt der Weg weiter bis ins Fränkische Seenland und zum Zielort Gunzenhausen am Altmühlsee.

## Streckenverlauf
- Dachsbach (Aisch)
- Tanzenhaid
- Emskirchen (Bahnhof)
- Altschauerberg (Burgruine Schauerberg)
- Wilhermsdorf (Bahnhof)
- Kirchfarrnbach (Zenn)
- Dietenhofen (Naturpark Frankenhöhe, Bibert)
- Bruckberg (Schloss Bruckberg)
- Adelmannssitz
- Wicklesgreuth (Bahnhof)
- Lichtenau (Festung Lichtenau)
- Wolframs-Eschenbach (Wolfram von Eschenbach)
- Lindenbühl (Mönchswald)
- Gunzenhausen (Altmühlsee, Bahnhof)